# Lijst van afleveringen van American Dad!
Dit is een lijst met afleveringen van de Amerikaanse televisieserie American Dad!. De serie telt 16 seizoenen. Een overzicht van de afleveringen t/m seizoen 9 is hieronder te vinden.

## Seizoen 1 (2005-2006)
| Nr. | Titel aflevering                      | Uitzenddatum VS   |
| --- | ------------------------------------- | ----------------- |
| 1   | Pilot                                 | 6 februari 2005   |
| 2   | Threat Levels                         | 1 mei 2005        |
| 3   | Stan Knows Best                       | 8 mei 2005        |
| 4   | Francine's Flashback                  | 15 mei 2005       |
| 5   | Roger Codger                          | 5 juni 2005       |
| 6   | Homeland Insecurity                   | 12 juni 2005      |
| 7   | Deacon Stan, Jesus Man                | 19 juni 2005      |
| 8   | Bullocks to Stan                      | 11 september 2005 |
| 9   | A Smith in the Hand                   | 18 september 2005 |
| 10  | All About Steve                       | 25 september 2005 |
| 11  | Con Heir                              | 2 oktober 2005    |
| 12  | Stan of Arabia: Part 1                | 6 november 2005   |
| 13  | Stan of Arabia: Part 2                | 13 november 2005  |
| 14  | Stannie Get Your Gun                  | 20 november 2005  |
| 15  | Star Trek                             | 27 november 2005  |
| 16  | Not Particularly Desperate Housewives | 18 december 2005  |
| 17  | Rough Trade                           | 8 januari 2006    |
| 18  | Finances with Wolves                  | 29 januari 2006   |
| 19  | It's Good to Be the Queen             | 26 februari 2006  |
| 20  | Roger n' Me                           | 23 april 2006     |
| 21  | Helping Handis                        | 30 april 2006     |
| 22  | With Friends Like Steve's             | 7 mei 2006        |
| 23  | Tears of a Clooney                    | 14 mei 2006       |

## Seizoen 2 (2006-2007)
| Nr. | Titel aflevering                          | Uitzenddatum VS   |
| --- | ----------------------------------------- | ----------------- |
| 1   | Camp Refoogee                             | 10 september 2006 |
| 2   | The American Dad After School Special     | 17 september 2006 |
| 3   | Failure is Not a Factory-installed Option | 24 september 2006 |
| 4   | Lincoln Lover                             | 5 november 2006   |
| 5   | Dungeons and Wagons                       | 12 november 2006  |
| 6   | Iced, Iced Babies                         | 19 november 2006  |
| 7   | Of Ice and Men                            | 26 november 2006  |
| 8   | Irregarding Steve                         | 10 december 2006  |
| 9   | The Best Christmas Story Never            | 17 december 2006  |
| 10  | Bush Comes to Dinner                      | 7 januari 2007    |
| 11  | American Dream Factory                    | 28 januari 2007   |
| 12  | A.T. The Abusive Terrestrial              | 11 februari 2007  |
| 13  | Black Mystery Month                       | 18 februari 2007  |
| 14  | An Apocalypse to Remember                 | 25 maart 2007     |
| 15  | Four Little Words                         | 1 april 2007      |
| 16  | When a Stan Loves a Woman                 | 29 april 2007     |
| 17  | I Can't Stan You                          | 6 mei 2007        |
| 18  | The Magnificent Steven                    | 13 mei 2007       |
| 19  | Joint Custody                             | 20 mei 2007       |

## Seizoen 3 (2007-2008)
| Nr. | Titel aflevering                               | Uitzenddatum VS   |
| --- | ---------------------------------------------- | ----------------- |
| 1   | The Vacation Goo                               | 30 september 2007 |
| 2   | Meter Made                                     | 7 oktober 2007    |
| 3   | Dope & Faith                                   | 14 oktober 2007   |
| 4   | Big Trouble in Little Langley                  | 4 november 2007   |
| 5   | Haylias                                        | 11 november 2007  |
| 6   | The 42-Year-Old-Virgin                         | 18 november 2007  |
| 7   | Surro-Gate                                     | 2 december 2007   |
| 8   | The Most Adequate Christmas Ever               | 16 december 2007  |
| 9   | Frannie 911                                    | 6 januari 2008    |
| 10  | Taerjerker                                     | 13 januari 2008   |
| 11  | Oedipal Panties                                | 27 januari 2008   |
| 12  | Widowmaker                                     | 17 februari 2008  |
| 13  | Red October Sky                                | 27 april 2008     |
| 14  | Office Spaceman                                | 4 mei 2008        |
| 15  | Stanny Slickers II: The Legend of Ollie's Gold | 11 mei 2008       |
| 16  | Spring Breakup                                 | 18 mei 2008       |

## Seizoen 4 (2008-2009)
| Nr. | Titel aflevering          | Uitzenddatum VS   |
| --- | ------------------------- | ----------------- |
| 1   | 1600 Candles              | 28 september 2008 |
| 2   | The One That Got Away     | 5 oktober 2008    |
| 3   | One Little Word           | 19 oktober 2008   |
| 4   | Choosy Wives Choose Smith | 2 november 2008   |
| 5   | Escape from Pearl Bailey  | 9 november 2008   |
| 6   | Pulling Double Booty      | 16 november 2008  |
| 7   | Phantom of the Telethon   | 30 november 2008  |
| 8   | Chimdale                  | 25 januari 2009   |
| 9   | Stan Time                 | 8 februari 2009   |
| 10  | Family Affair             | 15 februari 2009  |
| 11  | Live and Let Fry          | 1 maart 2009      |
| 12  | Roy Rogers McFreely       | 8 maart 2009      |
| 13  | Jack's Back               | 15 maart 2009     |
| 14  | Bar Mitzvah Shuffle       | 22 maart 2009     |
| 15  | Wife Insurance            | 29 maart 2009     |
| 16  | Delorean Story-An         | 19 april 2009     |
| 17  | Every Which Way But Lose  | 26 april 2009     |
| 18  | Weiner Of Our Discontent  | 3 mei 2009        |
| 19  | Daddy Queerest            | 10 mei 2009       |
| 20  | Stan's Night Out          | 17 mei 2009       |

## Seizoen 5 (2009-2010)
| Nr. | Titel aflevering                      | Uitzenddatum VS   |
| --- | ------------------------------------- | ----------------- |
| 1   | In Country...Club                     | 27 september 2009 |
| 2   | Moon Over Isla Island                 | 4 oktober 2009    |
| 3   | Home Adrone                           | 11 oktober 2009   |
| 4   | Brains, Brains and Automobiles        | 18 oktober 2009   |
| 5   | Man in the Moonbounce                 | 8 november 2009   |
| 6   | Shallow Vows                          | 15 november 2009  |
| 7   | My Morning Straightjacket             | 22 november 2009  |
| 8   | G-String Circus                       | 29 november 2009  |
| 9   | Rapture's Delight                     | 13 december 2009  |
| 10  | Don't Look a Smith Horse in the Mouth | 3 januari 2010    |
| 11  | A Jones for a Smith                   | 31 januari 2010   |
| 12  | May the Best Stan Win                 | 14 februari 2010  |
| 13  | The Return of the Bling               | 21 februari 2010  |
| 14  | Cops and Roger                        | 11 april 2010     |
| 15  | Merlot Down Dirty Shame               | 18 april 2010     |
| 16  | Bully for Steve                       | 25 april 2010     |
| 17  | An Incident at Owl Creek              | 9 mei 2010        |
| 18  | Great Space Roaster                   | 16 mei 2010       |

## Seizoen 6 (2010-2011)
| Nr. | Titel aflevering                          | Uitzenddatum VS  |
| --- | ----------------------------------------- | ---------------- |
| 1   | 100 A.D.                                  | 3 oktober 2010   |
| 2   | Son of Stan                               | 10 oktober 2010  |
| 3   | Best Little Horror House in Langley Falls | 7 november 2010  |
| 4   | Stan's Food Restaurant                    | 14 november 2010 |
| 5   | White Rice                                | 21 november 2010 |
| 6   | There Will Be Bad Blood                   | 28 november 2010 |
| 7   | The People vs. Martin Sugar               | 5 december 2010  |
| 8   | For Whom the Sleigh Bell Tolls            | 12 december 2010 |
| 9   | Fart-Break Hotel                          | 16 januari 2011  |
| 10  | Stanny Boy and Frantastic                 | 23 januari 2011  |
| 11  | A Piñata Named Desire                     | 13 februari 2011 |
| 12  | You Debt Your Life                        | 20 februari 2011 |
| 13  | I Am the Walrus                           | 27 maart 2011    |
| 14  | School Lies                               | 3 april 2011     |
| 15  | License to Till                           | 10 april 2011    |
| 16  | Jenny Fromdabloc                          | 17 april 2011    |
| 17  | Home Wrecker                              | 8 mei 2011       |
| 18  | Flirting with Disaster                    | 15 mei 2011      |
| 19  | Gorillas in the Mist                      | 22 mei 2011      |

## Seizoen 7 (2011-2012)
| Nr. | Titel aflevering                                  | Uitzenddatum VS   |
| --- | ------------------------------------------------- | ----------------- |
| 1   | Hot Water                                         | 25 september 2011 |
| 2   | Hurricane!                                        | 2 oktober 2011    |
| 3   | A Ward Show                                       | 6 november 2011   |
| 4   | The Worst Stan                                    | 13 november 2011  |
| 5   | Virtual In-Stanity                                | 20 november 2011  |
| 6   | The Scarlett Getter                               | 27 november 2011  |
| 7   | Season's Beatings                                 | 11 december 2011  |
| 8   | The Unbrave One                                   | 8 januari 2012    |
| 9   | Stanny Tendergrass                                | 29 januari 2012   |
| 10  | Wheels & the Legman and the Case of Grandpa's Key | 12 februari 2012  |
| 11  | Old Stan in the Mountain                          | 19 februari 2012  |
| 12  | The Wrestler                                      | 4 maart 2012      |
| 13  | Dr. Klaustus                                      | 11 maart 2012     |
| 14  | Stan's Best Friend                                | 18 maart 2012     |
| 15  | Less Money, Mo' Problems                          | 25 maart 2012     |
| 16  | The Kidney Stays in the Picture                   | 1 april 2012      |
| 17  | Ricky Spanish                                     | 6 mei 2012        |
| 18  | Toy Whorey                                        | 13 mei 2012       |

## Seizoen 8 (2012-2013)
| Nr. | Titel aflevering                                                       | Uitzenddatum VS   |
| --- | ---------------------------------------------------------------------- | ----------------- |
| 1   | Love, American Dad Style                                               | 30 september 2012 |
| 2   | Killer Vacation                                                        | 7 oktober 2012    |
| 3   | Can I Be Frank With You?                                               | 4 november 2012   |
| 4   | American Stepdad                                                       | 18 november 2012  |
| 5   | Why Can't We Be Friends?                                               | 2 december 2012   |
| 6   | Adventures in Hayleysitting                                            | 9 december 2012   |
| 7   | National Treasure 4: Baby Franny: She's Doing Well: The Hole Story     | 23 december 2012  |
| 8   | Finger Lenting Good                                                    | 6 januari 2013    |
| 9   | The Adventures of Twill Ongenbone and His Boy Jabari                   | 13 januari 2013   |
| 10  | Blood Crieth Unto Heaven                                               | 27 januari 2013   |
| 11  | Max Jets                                                               | 10 februari 2013  |
| 12  | Naked to the Limit, One More Time                                      | 17 februari 2013  |
| 13  | For Black Eyes Only                                                    | 10 maart 2013     |
| 14  | Spelling Bee My Baby                                                   | 24 maart 2013     |
| 15  | The Missing Kink                                                       | 14 april 2013     |
| 16  | The Boring Identity                                                    | 21 april 2013     |
| 17  | The Full Cognitive Redaction of Avery Bullock by the Coward Stan Smith | 28 april 2013     |
| 18  | Lost in Space                                                          | 5 mei 2013        |
| 19  | Da Flippity Flop                                                       | 12 mei 2013       |

## Seizoen 9 (2013-2014)
| Nr. | Titel aflevering                      | Uitzenddatum VS   |
| --- | ------------------------------------- | ----------------- |
| 1   | Steve & Snot's Test-Tubular Adventure | 29 september 2013 |
| 2   | Poltergasm                            | 6 oktober 2013    |
| 3   | Buck, Wild                            | 3 november 2013   |
| 4   | Crotchwalkers                         | 10 november 2013  |
| 5   | Kung Pao Turkey                       | 24 november 2013  |
| 6   | Independent Movie                     | 1 december 2013   |
| 7   | Faking Bad                            | 8 december 2013   |
| 8   | Minstrel Krampus                      | 15 december 2013  |
| 9   | Vision: Impossible                    | 5 januari 2014    |
| 10  | Familyland                            | 12 januari 2014   |
| 11  | Cock of the Sleepwalk                 | 26 januari 2014   |
| 12  | Introducing the Naughty Stewardesses  | 16 maart 2014     |
| 13  | I Ain't No Holodeck Boy               | 23 maart 2014     |
| 14  | Stan Goes on the Pill                 | 30 maart 2014     |
| 15  | Honey, I'm Homeland                   | 6 april 2014]     |
| 16  | She Swill Survive                     | 13 april 2014     |
| 17  | Rubberneckers                         | 27 april 2014     |
| 18  | Permanent Record Wrecker              | 4 mei 2014        |
| 19  | News Glance with Genevieve Vavance    | 11 mei 2014       |
| 20  | The Longest Distance Relationship     | 18 mei 2014       |

## Seizoen 10 (2014)
| Nr. | Titel aflevering         | Uitzenddatum VS   |
| --- | ------------------------ | ----------------- |
| 1   | Roger Passes the Bar     | 14 september 2014 |
| 2   | A Boy Named Michael      | 14 september 2014 |
| 3   | Blagsnarst, a Love Story | 21 september 2014 |

## Seizoen 11 (2014-2015)
| Nr. | Titel aflevering                      | Uitzenddatum VS  |
| --- | ------------------------------------- | ---------------- |
| 1   | Blonde Ambition                       | 20 oktober 2014  |
| 2   | CIAPOW                                | 27 oktober 2014  |
| 3   | Scents and Sensei-billity             | 3 november 2014  |
| 4   | Big Stan on Campus                    | 10 november 2014 |
| 5   | Now and Gwen                          | 17 november 2014 |
| 6   | Dreaming of a White Porsche Christmas | 1 december 2014  |
| 7   | LGBSteve                              | 23 februari 2015 |
| 8   | Morning Mimosa                        | 2 maart 2015     |
| 9   | My Affair Lady                        | 9 maart 2015     |
| 10  | A Star is Reborn                      | 16 maart 2015    |
| 11  | Manhatten Magical Murder Mystery Tour | 23 maart 2015    |
| 12  | The Shrink                            | 30 maart 2015    |
| 13  | Holy Shit, Jeff's Back                | 18 mei 2015      |
| 14  | American Fung                         | 25 mei 2015      |
| 15  | Seizures Suit Stanny                  | 1 juni 2015      |

## Seizoen 12 (2016)
| Nr. | Titel aflevering                                                 | Uitzenddatum VS  |
| --- | ---------------------------------------------------------------- | ---------------- |
| 1   | Roots                                                            | 25 januari 2016  |
| 2   | The Life Aquatic with Steve Smith                                | 1 februari 2016  |
| 3   | Hayley Smith, Seal Team Six                                      | 8 februari 2016  |
| 4   | N.S.A. (No Snoops Allowed)                                       | 15 februari      |
| 5   | Stan Smith as Keanu Reeves as Stanny Utah in Point Breakers      | 22 februari 2016 |
| 6   | Kiss Kiss, Cam Cam                                               | 29 februari 2016 |
| 7   | The Devil Wears a Lapel Pin                                      | 7 maart 2016     |
| 8   | Stan-Dan Deliver                                                 | 14 maart 2016    |
| 8   | Anchorfran                                                       | 21 maart 2016    |
| 9   | The Two Hundred                                                  | 28 maart 2016    |
| 10  | The Unincludeds                                                  | 11 april 2016    |
| 11  | The Dentist's Wife                                               | 18 april 2016    |
| 12  | Widow's Pique                                                    | 25 april 2016    |
| 13  | The Nova Centauris-burgh Board of Tourism Presents: American Dad | 2 mei 2016       |
| 14  | Deasong Heavy Industries                                         | 9 mei 2016       |
| 15  | Deasong Heavy Industries II: Return to Innocence                 | 16 mei 2016      |
| 16  | Criss-Cross Applesauce::The Ballad of Billy Jesusworth           | 23 mei 2016      |
| 18  | Mine Struggle                                                    | 30 mei 2016      |
| 19  | Garfield and Friends                                             | 6 juni 2016      |
| 20  | Gifted Me Liberty                                                | 13 juni 2016     |
| 21  | Next of Pin                                                      | 20 juni 2016     |
| 22  | Standard Deviation                                               | 27 mei 2016      |

## Seizoen 13 (2016-2017)
| Nr. | Titel aflevering                 | Uitzenddatum VS   |
| --- | -------------------------------- | ----------------- |
| 1   | Father's Daze                    | 7 november 2016   |
| 2   | Fight and Flight                 | 14 november 2016  |
| 3   | The Enlightenment of Ragi-Baba   | 21 november 2016  |
| 4   | Portrait of Francine's Genitals  | 28 november 2016  |
| 5   | Bahama Mama                      | 5 december 2016   |
| 6   | Roger's Baby                     | 12 december 2016  |
| 7   | Ninety North, Zero West          | 19 november 2016  |
| 8   | Whole Slotta Love                | 10 april 2017     |
| 9   | The Witches of Langley           | 17 april 2017     |
| 10  | A Nice Night for a Drive         | 24 april 2017     |
| 11  | Casino Normale                   | 1 mei 2017        |
| 12  | Bazooka Steve                    | 29 mei 2017       |
| 13  | Camp Campawanda                  | 5 juni 2017       |
| 14  | Julia Rogerts                    | 12 juni 2017      |
| 15  | The Life and Times of Stan Smith | 24 juli 2017      |
| 16  | The Bitchin' Race                | 31 juli 2017      |
| 17  | Family Plan                      | 7 augustus 2017   |
| 18  | The Long Bomb                    | 14 augustus 2017  |
| 19  | Kloger                           | 21 augustus 2017  |
| 20  | Garbage Stan                     | 28 augustus 2017  |
| 21  | The Talented Mr. Dingleberry     | 4 september 2017  |
| 22  | West to Mexico                   | 11 september 2017 |